# Graham Guit
Pour les articles homonymes, voir Guit.
Graham Guit est un réalisateur et scénariste français né le 3 mai 1968 à Neuilly-sur-Seine. Il est le père des réalisateurs Lenny Guit et Harpo Guit.

## Filmographie
- 1997 : Le ciel est à nous avec Romane Bohringer, Melvil Poupaud et Élodie Bouchez
- 1998 : Les Kidnappeurs avec Melvil Poupaud, Élodie Bouchez et Romain Duris
- 2003 : Le Pacte du silence avec Gérard Depardieu, Élodie Bouchez et Carmen Maura
- 2008 : Hello Goodbye avec Gérard Depardieu, Fanny Ardant et Manu Payet